# GeoRSS
GeoRSS是一種可偵測、聚集、分享、並在地圖上標誌出RSS消息來源中地理位置的格式規範，可應用在地理相關及地圖類軟體中。把這種能偵測出資訊中的地理位置的解碼器（encodings）建構在一般的模組（model）中，便可不受處理器不同位階的限制，在更高階的處理器中運作，具有向上兼容性（upwards-compatibility）。

## GeoRss解碼器類別
目前兩種GeoRSS的解碼器有Simple和GML兩種。
- GeoRSS-Simple是一種較簡易的格式，程式設計者及使用者可以把此格式快速的套用在現有的RSS中而不需費太多心力。此格式支援基本的幾何圖形如點狀、線狀、多邊形等等。
- GeoRSS GML是正式的地理标记语言（Geography Markup Language，簡稱GML]），能支援更多型態。